# Gedenkstätte Bautzen

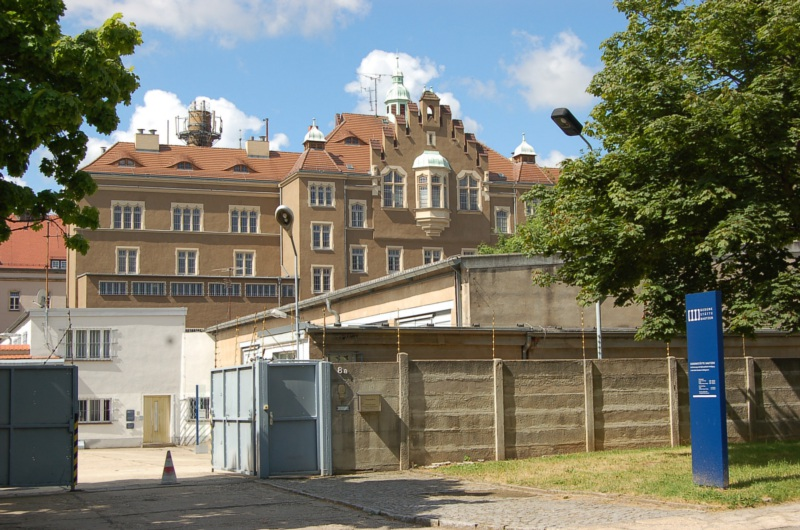
Außenansicht der Gedenkstätte Bautzen

Die Gedenkstätte Bautzen, obersorbisch Wopomnišćo Budyšin, ist ein Ort des Gedenkens an die Opfer der beiden Gefängnisse Bautzen I und Bautzen II. Sie befindet sich seit 1993 im Gebäude der ehemaligen Sonderhaftanstalt Bautzen II („Stasi-Knast“), im Bautzener Stadtteil Nordostring. Die Gedenkstätte ist Arbeitsstelle der Stiftung Sächsische Gedenkstätten zur Erinnerung an die Opfer politischer Gewaltherrschaft.

## Geschichte
1992 wurde die Haftanstalt Bautzen II aufgrund ihrer besonderen Bedeutung als Ort politischer Haft geschlossen. Vor allem der Initiative und Hartnäckigkeit ehemaliger Bautzen-I- und -II-Häftlinge, die 1990 das „Bautzen-Komitee“ gegründet hatten, ist die Einrichtung der Gedenkstätte zu verdanken.
Am 12. Juli 1991 stellte die CDU-Fraktion des Sächsischen Landtages nach einem Besuch vor Ort im Landtag den Antrag auf „Einrichtung einer Gedenkstätte für die Opfer des Kommunismus und Sozialismus in der JVA Bautzen“. Die im Weiteren in der früheren MfS-Sonderhaftanstalt Bautzen II einzurichtende Gedenkstätte sollte „sowohl als Ort des Gedenkens als auch als Museum und Begegnungsstätte dienen“. Am 16. Juli 1993 ersuchte der Sächsische Landtag auf Antrag der Fraktion Bündnis 90/Die Grünen die Staatsregierung, sich weiter für die Errichtung der „Gedenkstätte für die Opfer der kommunistischen und sozialistischen Diktatur und politischer Justiz in der ehemaligen Sonderhaftanstalt des MfS ‚Bautzen II‘“ einzusetzen. Ihr Charakter und Zustand sollten dabei weitestgehend erhalten bleiben.
Nach ihrer Gründung im Februar 1994 übernahm die Stiftung Sächsische Gedenkstätten den weiteren Auf- und Ausbau der Gedenkstätte. Die in ihrem Auftrag erarbeitete Konzeption, die nunmehr ausdrücklich auch die Erinnerung an das Unrecht der NS-Diktatur und seine Opfer sowie die Dokumentation der Geschichte des Gefängnisses Bautzen I als Aufgabe formulierte, wurde im April 1997 von den Stiftungsgremien zur Umsetzung empfohlen. Die Gedenkstätte Bautzen hat den umfassenden und schwierigen Auftrag, die Geschichte von zwei sehr unterschiedlichen Haftanstalten in drei Verfolgungsperioden – der nationalsozialistischen Diktatur, der Zeit der sowjetischen Besatzungsmacht und der SED-Diktatur – an einem historischen Ort aufzuarbeiten und zu dokumentieren.
Leiterin der Gedenkstätte ist seit 1999 Silke Klewin.

## Dauerausstellung

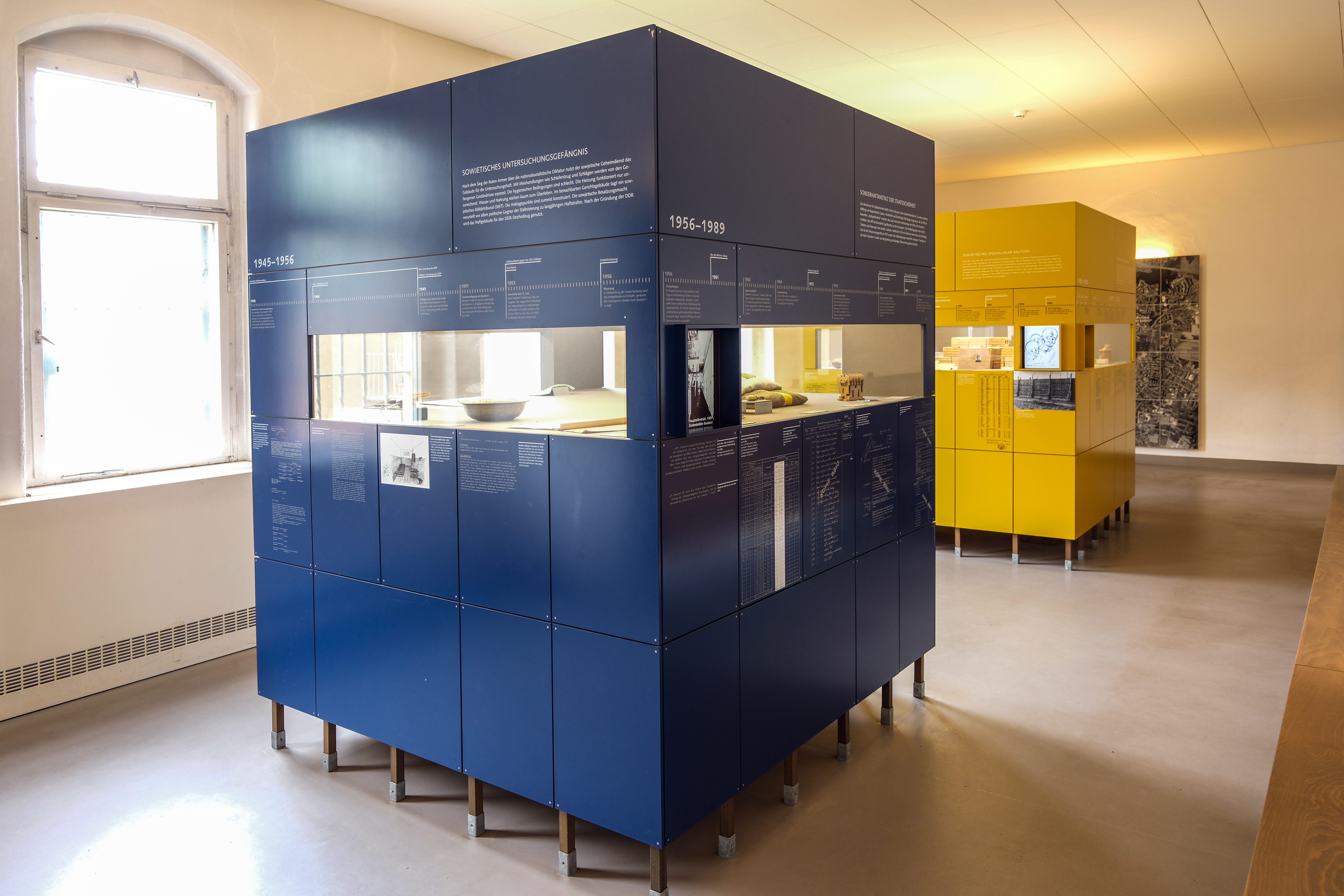
Dauerausstellung in der Gedenkstätte, April 2025

In der Gedenkstätte Bautzen gibt es drei Ausstellungsräume, in denen die einzelnen Verfolgungsperioden in den Bautzener Gefängnissen und eine Chronik der Haftanstalten dargestellt werden.

### Chronik der Bautzener Gefängnisse. 1904–2000

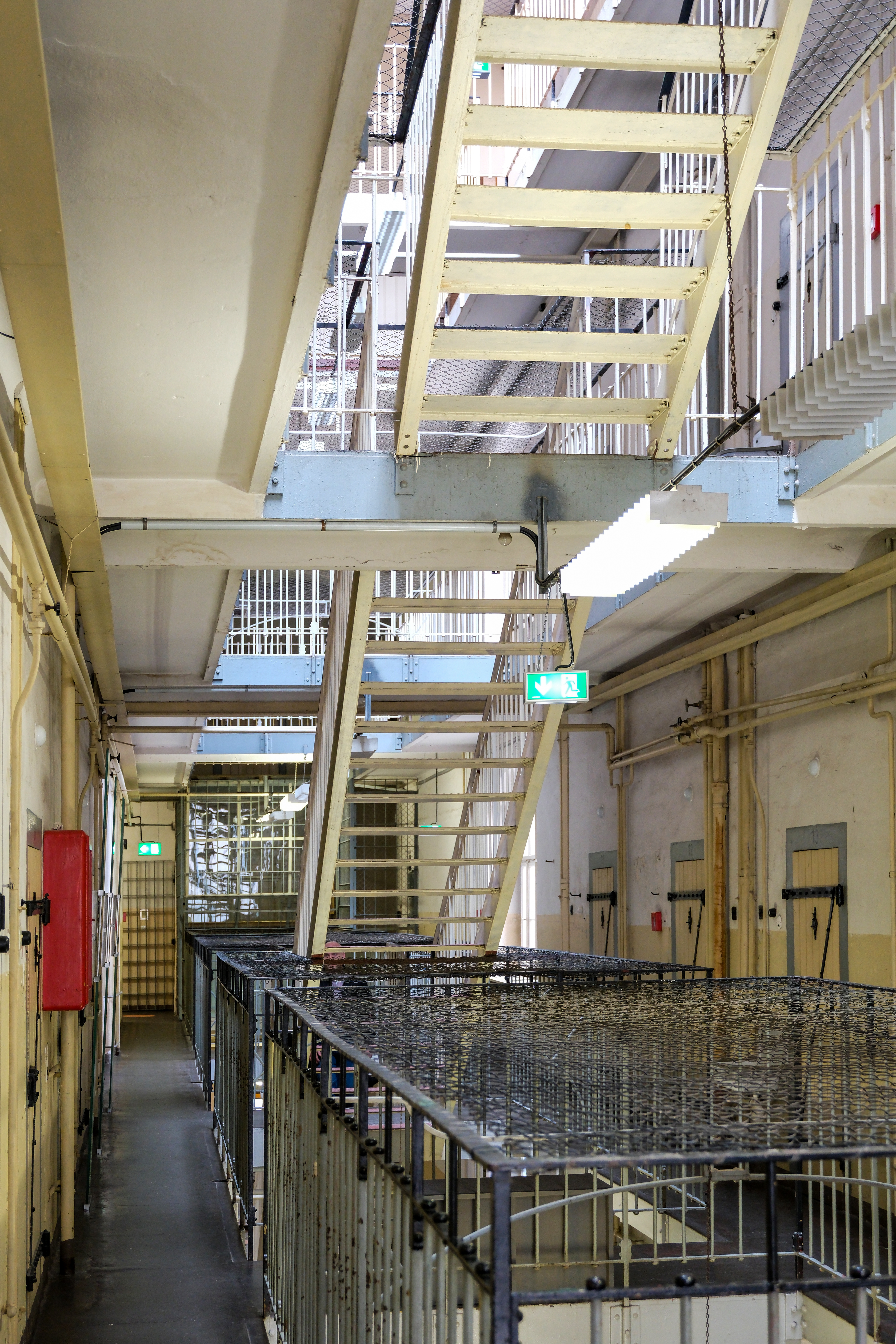
Zellentrakt mit Innentreppe, April 2025

Chronikartig wird die Geschichte von Bautzen I (1904 bis 1990) und Bautzen II (1906 bis 1992) sowie der Gedenkstätte in Bautzen (1990 bis 2000) dokumentiert. Der Schwerpunkt liegt auf einer zeitlichen Einordnung der wesentlichen Entwicklungsetappen beider Gefängnisse, die mit zahlreichen Fotos illustriert werden.

### Geschichte des Speziallagers Bautzen. 1945–1956

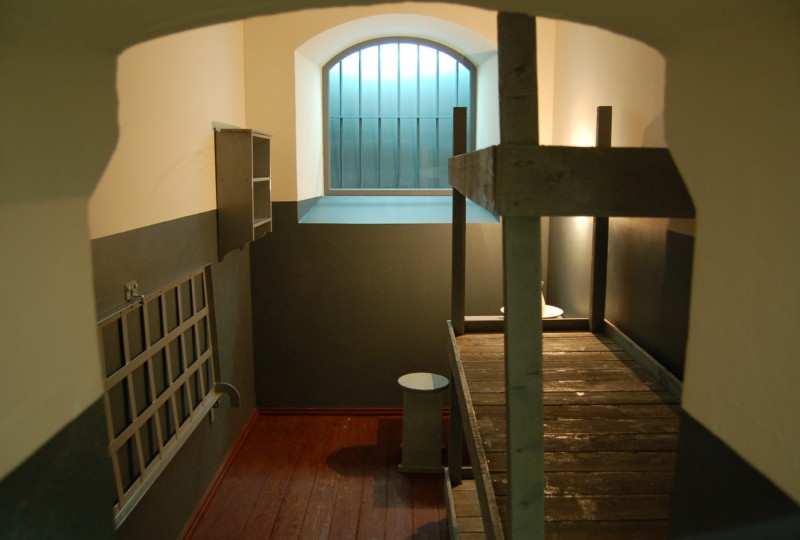
Rekonstruktion einer Viermann-Zelle aus dem Speziallager Bautzen

Anhand von 42 ausgewählten Häftlings-Biographien wird die Geschichte des sowjetischen Speziallagers in Bautzen I erzählt. Den Lebensläufen sind zahlreiche Originalgegenstände aus der Haftzeit zugeordnet. Ein Modell des Lagers illustriert die damaligen räumlichen Verhältnisse. Zudem werden die wenigen überlieferten zeitgenössischen Fotos sowie eine kurze Filmsequenz gezeigt. Neben dem Ausstellungsraum wird dem Besucher eine nach den Schilderungen ehemaliger Häftlinge erstellte Zellenrekonstruktion gezeigt, die auch betreten werden kann.

### Stasi-Gefängnis Bautzen II. 1956–1989
Die Ausstellung ist in acht thematische Abschnitte unterteilt. Sie dokumentieren die gesamte Geschichte von Bautzen II als Sonderhaftanstalt der Staatssicherheit: von der Verhaftung und Einweisung, den Alltag der Gefangenen, das Personal, die Abschirmung der Haftanstalt von der Öffentlichkeit bis hin zur Entlassung der politischen Gefangenen 1989/90. Neben zahlreichen Exponaten gibt es Ton- und Filmdokumente von Schauprozessen sowie Zeitzeugenschilderungen über die Haft. "Ziel der Ausstellung ist die Offenlegung der verhängnisvollen Repressionsstrukturen, die das System von Verfolgung und Ausgrenzung in der DDR charakterisieren." Ergänzt wird die Ausstellung durch vierzig im Haus verteilte Glasstelen: 20 markieren und erläutern verschiedene historische Orte, 20 weitere stellen Häftlings-Biographien vor.

### Nationalsozialistischer Strafvollzug in Bautzen. 1933–1945
Anhand der Schilderung des Strafvollzuges in den Vereinigten Strafanstalten, d. h. Bautzen I und Bautzen II, sollen die wesentlichen Merkmale des nationalsozialistischen Strafvollzuges dargestellt werden. Bautzen gehörte zu den reichsweit fünf größten Gefängnissen und verfügte bis 1939 über eine eigenständige Abteilung für den Jugendstrafvollzug, der sich unter den völkischen und rassischen Vorstellungen der Nationalsozialisten grundlegend veränderte. Gegen Kriegsende gab es mehrere Außenarbeitslager der Haftanstalt.

## Wechselausstellungen
Neben den ständigen Sammlungen zeigt die Gedenkstätte abwechselnd Ausstellungen zu historischen Themen, die im Zusammenhang mit den Bautzener Gefängnissen stehen.
Es folgt eine Auswahl vergangener Wechselausstellungen:
| Zeitraum                               | Titel | Inhalt |
| -------------------------------------- | --- | --- |
| 7. Oktober 1999 bis 17. Dezember 1999  | OHNeMACHT | Die Oktoberereignisse ’89 in Dresden und der Zuführungspunkt Bautzen. Eine Chronik vom 3. bis 10. Oktober 1989.                                      |
| 18. Mai 2000 bis 10. September 2000    | Der Fall Gross. Ein Fluchtversuch im Kofferraum von Ost nach West                                                           | Christa Feurich und Peter Gross, Häftlinge in Bautzen II 1975 bis 1978.                                                                              |
| 9. November 2004 bis 30. Januar 2005   | geschichts-codes. Die Zeit ist reif                                                                                         | Von jungen Künstlern und Grafikern gestaltete Plakate zum Thema "15 Jahre Fall der Mauer".                                                           |
| 12. Oktober 2005 bis 18. Dezember 2005 | Michael Gartenschläger – Leben und Sterben zwischen Deutschland und Deutschland                                             | Biographie des politischen Häftlings und Fluchthelfers Michael Gartenschläger.                                                                       |
| 4. Mai 2006 bis 18. Juni 2006          | „Erschossen in Moskau …“ Die deutschen Opfer des Stalinismus auf dem Moskauer Friedhof Donskoje 1950 – 1953                 | Die Erschießung von fast 1.000 Deutschen, darunter auch Bautzener Speziallagerhäftlingen, in Moskau nach 1945.                                       |
| 15. Mai 2008 bis 31. August 2008       | Gefangene Falken – Die Verfolgung der SPD-Jugend 1945 bis 1961                                                              | Die Geschichte der Sozialistischen Jugend Deutschlands – Die Falken von der Neugründung bis zum Verbot in der DDR.                                   |
| 12. November 2008 bis 1. Februar 2009  | NS-"Euthanasie" vor Gericht. Der Prozess vor dem Landgericht Dresden 1947                                                   | Der Dresdner "Euthanasie"-Prozess vom 16. Juni bis zum 7. Juli 1947.                                                                                 |
| 7. Oktober 2009 bis 31. Januar 2010    | Aufgestanden! Bautzen im Herbst '89                                                                                         | Fotos der Bautzener Montagsdemos 1989 von Jürgen Matschie.                                                                                           |
| 6. Mai 2010 bis 29. August 2010        | Aufstand hinter Gittern. Der Gefangenenaufstand in der Strafvollzugsanstalt Brandenburg 1989/90                             | Der Gefangenenaufstand im Zuchthaus Brandenburg-Görden.                                                                                              |
| 11. September 2010 bis 1. Januar 2011  | Gewalt hinter Gittern. Gefangenenmisshandlungen in der DDR                                                                  | Gewalt und Misshandlungen gegen Gefangene in DDR-Gefängnissen.                                                                                       |
| 27. Januar 2011 bis 31. März 2011      | "Was dann losging, war ungeheuerlich …" Frühe Konzentrationslager in Sachen 1933 – 1937                                     | Die Geschichte der ersten, sächsischen Konzentrationslager mit Biographien von Insassen und Tätern.                                                  |
| 20. Mai 2011 bis 31. Juli 2011         | Der Verfolgung ein Gesicht geben. Opposition und Verfolgung von Sozialdemokraten in der SBZ und DDR 1945 – 1961             | Die Geschichte der Opposition und Verfolgung von Sozialdemokraten in der sowjetischen Besatzungszone und der DDR zwischen 1945 und 1961.             |
| 20. Mai 2011 bis 25. März 2012         | Die Mauer. Eine Grenze durch Deutschland                                                                                    | Die Geschichte der Berliner Mauer mit Fotografien aus den Archiven der Bild und Der Welt.                                                            |
| 17. Juni 2011 bis 29. Januar 2012      | Erhebe den Blick. Sowjetische Haftstätten in Deutschland 1945 – 1955 im Spiegel künstlerischer und literarischer Zeugnisse  | Künstlerische und literarische Werke, die von Speziallager-Häftlingen während oder nach ihrer Haft angefertigt worden.                               |
| 10. August 2011 bis 31. Oktober 2011   | Der weiße Strich. Vorgeschichte und Folgen einer Kunstaktion an der Berliner Mauer                                          | Die Kunstaktion Der weiße Strich von fünf Weimarern an der Berliner Mauer im November 1986.                                                          |
| 25. Oktober 2011 bis 4. November 2011  | Menschenrechte und Zivilgesellschaft in Belarus                                                                             | Die Aktivitäten der belarussischen Zivilgesellschaft und der demokratischen Opposition in Belarus, sowie die Repressionen denen sie ausgesetzt sind. |
| 10. Mai 2012 bis 31. März 2013         | Die heile Welt der Diktatur? Herrschaft und Alltag in der DDR                                                               | Alltagsleben in der DDR. |
| 24. April 2013 bis 27. Oktober 2013    | Jugendopposition in der DDR                                                                                                 | Die Biographien von achtzehn jugendlichen DDR-Oppositionellen.                                                                                       |
| 30. Oktober 2013 bis 5. Januar 2014    | Unschuldige Orte. Und Erinnerungen                                                                                          | Foto-Projekt des Fotografen Sebastian H. Schroeder. Porträts ehemaliger politischer Gefangener der DDR und Aufnahmen von Unrechts-Orten der DDR.     |
| 2. April 2014 bis 14. September 2014   | "An Gefäßen für das Essen gab es nichts." Keramikfunde zur Geschichte der sowjetischen Speziallager Mühlberg und Buchenwald | Gefundene Keramik-Gefäße aus den Speziallagern Mühlberg und Buchenwald.                                                                              |
| 31. April 2015 bis 15. November 2015   | Der vergessene Gefangenenaufstand. Das Bautzener "Gelbe Elend" im März 1950                                                 | Der Häftlingsaufstand in Bautzen I am 31. März 1950.                                                                                                 |
| 13. April 2017 bis 1. Januar 2018      | Der Kommunismus in seinem Zeitalter                                                                                         | Aufstieg und Niedergang des Kommunismus, Ausstellung von Gerd Koenen                                                                                 |
| 13. Mai 2018 bis 31. Januar 2019       | Voll der Osten. Leben in der DDR                                                                                            | Fotografien des Alltagslebens in den 1980er Jahren in Ost-Berlin, Ausstellung von Harald Hauswald                                                    |

## Bildungsangebote

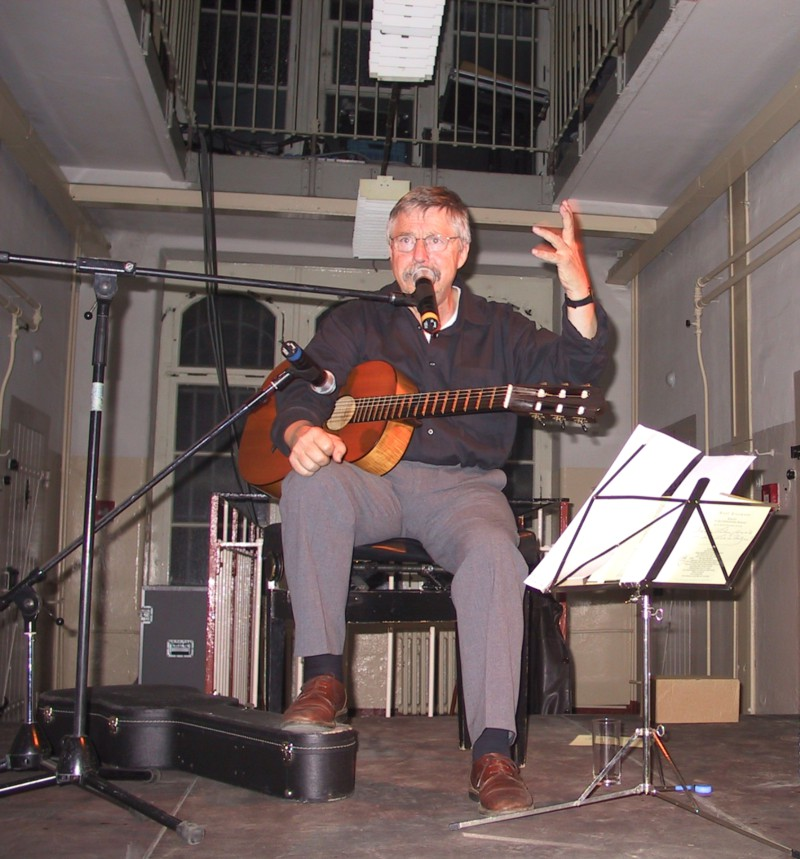
Konzert von Wolf Biermann, 2002

Die Gedenkstätte Bautzen bietet eine Überblicksführung an, sowie Schwerpunkt-Führungen zu den Themen "Speziallager Bautzen. 1945–1956", "Stasi-Gefängnis Bautzen II. 1956–1989", "Walter Kempowski im Speziallager" und "Spurensuche" (eine Kombination aus Projektarbeit und geführtem Rundgang).
Weiterhin besteht für Schulklassen die Möglichkeit an Schülerprojekten teilzunehmen, in denen sie sich selbstständig Wissen zu Themen wie der politischen Justiz im Nationalsozialismus, der Geschichte des sowjetischen Speziallagers Bautzen oder der friedlichen Revolution in Bautzen aneignen.
Darüber hinaus finden in der Gedenkstätte Veranstaltungen verschiedener Art statt, dazu zählen Theater- und Filmaufführungen, Konzerte, Podiumsgespräche und Buchvorstellungen. Die Gedenkstätte führt außerdem Fortbildungen durch und vermittelt auf Anfrage Zeitzeugen.
Die Gedenkstätte Bautzen verfügt über eine Präsenzbibliothek und ein Dokumenten- und Fotoarchiv, welche auf Nachfrage für Recherchen genutzt werden können.